# Chênex
Chênex és un municipi francès situat al departament de l'Alta Savoia i a la regió d'Alvèrnia-Roine-Alps. L'any 2007 tenia 458 habitants.

## Demografia

### Població
El 2007 la població de fet de Chênex era de 458 persones. Hi havia 176 famílies de les quals 32 eren unipersonals (12 homes vivint sols i 20 dones vivint soles), 52 parelles sense fills, 76 parelles amb fills i 16 famílies monoparentals amb fills.
La població ha evolucionat segons el següent gràfic:
Habitants censats

### Habitatges
El 2007 hi havia 192 habitatges, 170 eren l'habitatge principal de la família, 18 eren segones residències i 4 estaven desocupats. 172 eren cases i 18 eren apartaments. Dels 170 habitatges principals, 144 estaven ocupats pels seus propietaris, 19 estaven llogats i ocupats pels llogaters i 7 estaven cedits a títol gratuït; 1 tenia una cambra, 4 en tenien dues, 14 en tenien tres, 32 en tenien quatre i 119 en tenien cinc o més. 160 habitatges disposaven pel capbaix d'una plaça de pàrquing. A 68 habitatges hi havia un automòbil i a 89 n'hi havia dos o més.

### Piràmide de població
La piràmide de població per edats i sexe el 2009 era:
| Homes | Edats   | Dones |
| ----- | ------- | ----- |
| 0     | 95 o +  | 0     |
| 4     | 90 a 94 | 0     |
| 0     | 85 a 89 | 0     |
| 4     | 80 a 84 | 12    |
| 0     | 75 a 79 | 0     |
| 0     | 70 a 74 | 8     |
| 8     | 65 a 69 | 4     |
| 12    | 60 a 64 | 8     |
| 28    | 55 a 59 | 12    |
| 20    | 50 a 54 | 20    |
| 12    | 45 a 49 | 20    |
| 16    | 40 a 44 | 12    |
| 8     | 35 a 39 | 8     |
| 12    | 30 a 34 | 4     |
| 8     | 25 a 29 | 12    |
| 8     | 20 a 24 | 4     |
| 12    | 15 a 19 | 4     |
| 12    | 10 a 14 | 0     |
| 12    | 5 a 9   | 20    |
| 4     | 0 a 4   | 12    |

## Economia
El 2007 la població en edat de treballar era de 297 persones, 218 eren actives i 79 eren inactives. De les 218 persones actives 209 estaven ocupades (117 homes i 92 dones) i 9 estaven aturades (6 homes i 3 dones). De les 79 persones inactives 21 estaven jubilades, 22 estaven estudiant i 36 estaven classificades com a «altres inactius».

### Ingressos
El 2009 a Chênex hi havia 180 unitats fiscals que integraven 488 persones, la mediana anual d'ingressos fiscals per persona era de 24.967 €.

### Activitats econòmiques
Dels 10 establiments que hi havia el 2007, 1 era d'una empresa de fabricació d'altres productes industrials, 1 d'una empresa de construcció, 4 d'empreses de comerç i reparació d'automòbils, 1 d'una empresa immobiliària, 1 d'una empresa de serveis i 2 d'empreses classificades com a «altres activitats de serveis».
Dels 2 establiments de servei als particulars que hi havia el 2009, 1 era un taller de reparació d'automòbils i de material agrícola i 1 fusteria.
L'any 2000 a Chênex hi havia 10 explotacions agrícoles que ocupaven un total de 545 hectàrees.

## Equipaments sanitaris i escolars
El 2009 hi havia una escola elemental.

## Poblacions més properes
El següent diagrama mostra les poblacions més properes.